# Liste des comtes de Vermandois

Les comtes de Vermandois antérieurs à Herbert Ier sont mal connus.

## Comtes carolingiens de Vermandois (Herbertiens sauf Théodoric)
| Dates                | Comtes                       | Notes |
| 834 - après 850      | Pépin (Herbertien)           | Fils de Bernard, roi d'Italie. |
| vers 876             | Théodoric (Nibelungide)      | Beau-père de Pépin. Issu de Childebrand, frère de Charles Martel. |
| avant 896 - 900/907  | Herbert Ier († 900/907)      | Fils de Pépin. Sa mère est probablement une fille du Nibelungide Théodoric. Son épouse est inconnue, des études récentes pensent qu'elle se prénomme Leutgarde, et qu'elle serait fille du comte de Troyes Adalelme.             |
| 900/907 - 943        | Herbert II († 943)           | Fils d'Herbert Ier, il épouse Adèle, fille du roi de France, Robert Ier. |
| 946 - 987            | Albert Ier († 987)           | Fils d'Herbert II, il épouse Gerberge, fille de Gislebert, duc de Lotharingie. Il ne reçoit le Vermandois qu’au moment du partage des terres de son père trois ans après la mort de ce dernier, c’est-à-dire en 946.             |
| 987 – 993/1002       | Herbert III († 993/1002)     | Fils d'Albert Ier, il épouse Ermengarde, probablement fille du comte Renard (Renaud) de Bar-sur-Seine, et veuve de Milo II Comte de Tonnerre.                                                                                    |
| 993/1002 - 1015/1021 | Albert II († 1015/1021)      | Fils d'Herbert III, il abdique en 1010 pour se faire moine à l'abbaye d'Homblières. Revenant à la vie laïque, il reprend possession de son comté en 1015.                                                                        |
| Vers 1021 - 1045     | Otton de Vermandois († 1045) | Frère d'Albert II, il lui succède une première fois de 1010 à 1015 puis après sa mort vers 1021. Il épouse une certaine Pavia dont on ignore l'origine.                                                                          |
| 1045 – vers 1080     | Herbert IV († vers 1080)     | Fils d'Otton, il épouse Alix de Valois, sœur du comte Simon de Valois. Ce dernier, désirant se faire moine, lui transmet le comté de Valois en 1077. Il déshérite son fils Eudes, dit l'Insensé, au profit de sa fille Adélaïde. |
| vers 1080 – 1102     | Adélaïde († 1122).           | Fille d'Herbert IV, elle épouse Hugues Ier le Grand, fils d'Henri Ier, roi de France. Par son mariage, Hugues devient comte de Vermandois et de Valois.                                                                          |

## Comtes capétiens de Vermandois

Comtes de Vermandois : échiqueté d'or et d'azur. Ce sont les plus anciennes armoiries connues

| Dates            | Comtes                                                        | Notes |
| vers 1080 – 1102 | Hugues Ier le Grand († 1102).                                 | Fils d'Henri Ier, roi de France. Il épouse, Adélaïde comtesse de Vermandois et de Valois. |
| 1102 - 1152      | Raoul Ier de Vermandois dit le Vaillant ou le Borgne († 1152) | Fils d'Hugues Ier le Grand et d'Adélaïde de Vermandois, il épouse Éléonore de Blois, Pétronille d'Aquitaine et Laurette d'Alsace. |
| 1152 - 1167      | Raoul II de Vermandois († 1176)                               | Fils de Raoul Ier de Vermandois et de Pétronille d'Aquitaine, il épouse Marguerite d'Alsace, comtesse de Flandre. N'ayant pas de descendance et atteint de la lèpre, il abdique en faveur de sa sœur Élisabeth.                                                                                 |
| 1167 - 1183      | Élisabeth de Vermandois († 1183)                              | Fille de Raoul Ier et de Pétronille d'Aquitaine, elle hérite du comté de Vermandois à la suite de la maladie de son frère Raoul II. En 1159, elle épouse Philippe d'Alsace, comte de Flandre avec lequel elle n'a pas de descendance.                                                           |
| 1167 - 1191      | Philippe d'Alsace († 1191)                                    | Fils du comte de Flandre Thierry d'Alsace, il devient comte de Vermandois par son mariage avec la comtesse Élisabeth. À la mort de cette dernière et bien qu'elle ne lui ait pas donné de descendance, il réussit à garder le Vermandois et le Valois jusqu'au traité de Boves de juillet 1185. |
| 1192 – 1213      | Éléonore de Vermandois († 1213)                               | Fille de Raoul Ier de Vermandois et de Pétronille d'Aquitaine, à la suite d'un accord en 1192 avec le roi Philippe Auguste elle récupère les comtés de Vermandois et de Valois lesquels sont rattachés au royaume de France après sa mort.                                                      |

## Comtes apanagistes
| Dates       | Comtes                    | Notes                                                             |
| 1669 - 1683 | Louis de Bourbon († 1683) | Il est le fils légitimé de Louis XIV et de Louise de La Vallière. |